# Телегино (Московская область)
Телегино — деревня в Волоколамском городском округе Московской области России.

## Население
| 1852 | 1859 | 1926 | 2002 | 2006 | 2010 | 2013 |
| ---- | ---- | ---- | ---- | ---- | ---- | ---- |
| 208  | ↗224 | ↗350 | ↘1   | ↘0   | →0   | →0   |
| 2014 | 2015 | 2016 |      |      |      |      |
| →0   | →0   | ↗1   |      |      |      |      |

## Расположение
Деревня Телегино расположена на правом берегу реки Ламы (бассейн Иваньковского водохранилища), примерно в 18 км к северу от центра города Волоколамска, на автодороге Ярополец — Мусино — Телегино. Ближайшие населённые пункты — деревни Мусино и Матвейково.

## Исторические сведения
В «Списке населённых мест» 1862 года Телегино — владельческая деревня 2-го стана Волоколамского уезда Московской губернии по правую сторону Старицко-Зубцовского тракта от города Волоколамска до села Ярополча, в 18 верстах от уездного города, при реке Ламе, с 28 дворами и 224 жителями (120 мужчин, 104 женщины).
По данным на 1890 год входила в состав Ошейкинской волости Волоколамского уезда, число душ мужского пола составляло 120 человек.
В 1913 году — 63 двора.
Постановлением НКВД от 19 марта 1919 года деревня была включена в состав Яропольской волости Волоколамского уезда.
В материалах Всесоюзной переписи населения 1926 года указаны деревни Мусинского сельсовета — Новое Телегино (152 жителя, 26 крестьянских хозяйств) и Старое Телегино (198 жителей, 48 крестьянских хозяйств).
С 1929 года — населённый пункт в составе Волоколамского района Московской области. До 2019 года относился к Ярополецкому сельскому поселению, до муниципальной реформы 2006 года — к Ярополецкому сельскому округу.